# Julia Bolles-Wilson
Julia Bolles-Wilson (* 1948 in Münster) ist eine deutsche Architektin. Sie war Professorin und Dekanin an der Fachhochschule Münster. Seit 2022 ist sie Präsidentin der Nordrhein-Westfälischen Akademie der Wissenschaften und der Künste.

## Biografie
Julia Brigitte Bolles studierte 1968 bis 1976 an der TH Karlsruhe bei Egon Eiermann und Ottokar Uhl. In der Zeit von 1976 bis 1978 arbeitete sie im Architekturbüro K.H. Götz in Karlsruhe/Berlin. Sie erhielt sie ein DAAD-Stipendium für ein Postgraduales Studium von 1978 bis 1979 bei Rem Koolhaas und Elia Zenghelis an der Architectural Association School of Architecture. Hier lernte sie Peter Wilson, ihren späteren Ehemann und Vater ihrer Kinder kennen.
1980 gründete sie mit Peter Wilson das Büros The Wilson Partnership in London. Parallel dazu war sie Anfang bis Mitte der 1980er Jahre Dozentin für Architektur an der Chelsea School of Art. Nach beruflichen Erfolgen in Deutschland erfolgte im Jahr 1989 der Umzug der Familie und des Architekturbüros „Bolles+Wilson“ nach Münster. 1996 bis 2014 war sie Professorin für Entwerfen und CAD an der Fachhochschule Münster. Ab 2000 war sie Prodekanin und von 2008 bis 2014 Dekanin des Fachbereichs. Bolles-Wilson juriert Architekturwettbewerbe und hat viele der Aufträge ihres Büros nach Wettbewerbsgewinnen realisiert. Sie hält Vorträge im In- und Ausland. Bezüglich ihrer Vita legt sie Wert darauf, dass sie neben dem beruflichen Engagement als Architektin auch Hausfrau und Mutter von erwachsenen Kindern ist. Sie zeigt die generelle Verflechtung der beruflichen Entwicklung einer Frau mit ihrem Privatleben auf.
Seit 2009 ist sie Mitglied der Nordrhein-Westfälischen Akademie der Wissenschaften und der Künste, seit 2020 im Präsidium und seit dem 1. Januar 2022 ist sie Präsidentin.
Bolles-Wilson definiert ihre Architektur als Symbiose zwischen dem Konzeptuellen und dem Pragmatischen, als Verbindung zwischen dem Alltäglichen und dem Außergewöhnlichen. Stadtplanung und Gebäudeplanung sind in ihren unterschiedlichen Maßstäben und Bedingungen verflochten. Ein Gleichgewicht soll gefunden werden und sich bis in die Innenräume erstrecken. Das Raumprogramm wird als Antrieb zur Gebäudeform verstanden. Praktische Notwendigkeiten und Gebäudezweck werden durch kreative Erfindungen veredelt. Räume bekommen einen unverwechselbaren und einzigartigen Charakter.

## Bauten und Projekte
- Projekte des Büros Bolles+Wilson unter der dortigen Werkliste.

## Auszeichnungen
- 2010 Künstlerinnenpreis des Landes Nordrhein-Westfalen für ihr herausragendes und international anerkanntes Gesamtwerk[7]

## Ausstellungen (Auswahl)
- 2011: Künstlerinnenpreis 2010, Architektenkammer Nordrhein-Westfalen[7]
- 2020: „Frau Architekt“, Haus der Architekten, Düsseldorf[8]

## Mitgliedschaften
- International Fellow der RIBA
- Nordrhein-Westfälische Akademie der Wissenschaften und der Künste, Klasse der Künste,[9] Fachgruppe: Architektur
- Förderverein Gefangenenbüchereien e. V.[10]